# 英國與大規模殺傷性武器
英國擁有各類大規模殺傷性武器，包括核武器、生物武器和化學武器。英國是《核武禁擴條約》允許的五個核武國家之一，並擁有獨立的核威懾力量。據估計，英國擁有120枚可以立即投入戰爭使用的核彈頭和總共215枚核彈頭。英國於1956年宣布放棄使用生物武器和化學武器，並在隨後將其庫存銷毀。
英國的核武庫在冷戰時期具備空基和海基打擊能力。1998年，火神式轟炸機與自由落體核子炸彈WE.177一同退役，現時僅有海基打擊能力，投射核武的三叉戟飛彈是自盟友美國所購置。
目前英國的核子武器投射載臺是4艘先鋒級核潜艇，每艘先鋒級潛艦有16具飛彈發射管，搭載的三叉戟飛彈最多可配置12發多目標重返大氣層載具，最大極限下一艘潛艦可投射192枚核彈。不過第一階段削減戰略武器條約規範MIRV最多只能搭載8枚，因此實際裝載彈頭數目不超過128枚，在1990年代初每艘潛艦配置96枚核彈；在1998年後英國宣布每艘潛艦只搭載48顆彈頭，每枚飛彈中只裝配3顆實彈，較過往減半。至2010年，每艘潛艦配備量減為40枚，且先鋒級平時搭載飛彈將只有8枚。
由於維護核武的費用高昂，英國內部有意見認為，英國在美國核保護傘下不再需要核武。但在2010年的國防緊縮計劃，國防部寧願讓皇家海軍沒有航空母艦使用，也不願放棄核武。2016年7月18日，英國下議院以472票比117票大比數通過建造4艘無畏級核子彈道飛彈潛艦替換現役的先鋒級，確保英國核武至2060年前均保持有效。造艦預算達到310億英鎊，無畏級則預定在2030年代服役。

## 外部連結
- Video archive of the UK's Nuclear Testing Archive.today的存檔，存档日期2013-01-05 at sonicbomb.com
- FAS bulletin （页面存档备份，存于）
- The Nuclear Threat Initiative on the United Kingdom
- Churchill's Anthrax Bombs - A Debate by Julian Lewis and Professor RV Jones （页面存档备份，存于）
- The Plan that Never Was: Churchill and the 'Anthrax Bomb' by Julian Lewis （页面存档备份，存于）
- Nuclear Files.org Current information on nuclear stockpiles in the United Kingdom